# 保存修復学
保存修復学（ほぞんしゅうふくがく、英語：operative dentistry）は歯学の一分野で、う蝕などの歯の硬組織疾患に対する、検査、診断、治療などに関して体系化した学問。

## 歴史
8世紀にはう蝕による欠損に対する修復が行われていた。学問として体裁を整えはじめるのは19世紀末になってからで、グリーン・バーディマン・ブラックが学問として体系化した。以後、修復法・修復材料や医療器具の改良や開発、う蝕学の進歩により発展・変化してきた。
古くはアマルガム修復法や金箔充填修復法によって修復していた。しかし金属の酸化や入手困難な貴金属であることの弊害、適合性や、物性の改良を目指しインレー修復法が開発された。このインレー修復法には鋳造修復法、ポーセレン修復法、CRインレー修復法などがある。
インレー修復法は修復するための陰型を移し取り、口腔外において修復物を作製する手間があるため、従来のアマルガム修復や金箔修復法に劣る面があった。そこで、一回の処置で修復し、審美性も兼ね備えているコンポジットレジン修復法やグラスアイオノマー修復法が考案された。
修復物の接着技術の向上とともに、機能回復のみならず審美性の回復が容易なラミネートベニア修復法も考案されている。

## 合着及び接着用セメント
保存修復治療においてインレー修復法を考案したのち、修復物と歯質をつなぐ歯科用セメントが必要となった。歯科用セメントは歯髄刺激性を抑える一方で耐衝撃性や耐熱性、化学的な安定性を求められる。さらに、修復物の種類は金属、ポーセレン、レジンと様々であり、それぞれに対して有効な接着能力を有していなければならない。

### リン酸亜鉛セメント
組成
粉末は酸化亜鉛（ZnO）を主成分とし、約90%を占めている。これに補助成分として酸化マグネシウム（MgO）、酸化ビスマス（Bismuth Oxide）（Bi203）、シリカ（SiO2）が、製造上の調整や硬化反応の調節のため約10%含まれている。液は正リン酸（HP3O4）の約30～40%水溶液であり、これに反応速度を調節（遅くする）ためにリン酸アルミニウムとリン酸亜鉛が用いられている。

### カルボキシレートセメント
このセメントには、それまでのリン酸セメントになかった歯質や金属への接着性があり、また歯髄刺激性がきわめて少ないという特徴がある。
組成
粉末はリン酸亜鉛セメントと同様に酸化亜鉛（ZnO）が主成分で、90～95%を占めている。これに酸化マグネシウム（MgO）が5～10%。副成分として加えられている。また硬化時間を調節し、練和物の粘着糸引きをとって操作性をよくするためにフッ化第一スズなどが少量加えられたものもある。酸化亜鉛粉末の代わりに約45%のアルミナ（Al203）や20～40%のシリカ（SiO2）を配合して強化型としたセメントもある。液は30－50%のポリアクリル酸水溶液である。また材料によってはアクリル酸とイタコン酸などとの共重合体を用いているものもある。ポリマーの分子量は22，000～50，000程度とされている。液の粘性はポリマーの分子量の大きさと、その濃度によって決まってくる。液の酸性度はかなり強く、pH0.9～1.6とされている。

### グラスアイオノマーセメント
合着用セメントとしても多用されている。またグラスアイオノマーセメントの中にレジン成分を混入し、その硬化をグラスアイオノマーの酸・塩基反応とレジンの重合反応によって行い、セメントとしての性能を総合的に向上させた新しいタイプのものもある。
組成
粉末はフルオロアルミノシリケートガラスの粉砕微粒子である.その主成分は35～40%のシリカ（SiO2）と20～30%のアルミナ（Al2O3）であり、これに溶融時のフラックスとして15～20%、フッ化カルシウム（CaF2）、その他のフッ化物やリン酸アルミニウムが加えられている。これらが加熱融解されてガラスとなり粉末の原料とされている。粉未粒子径は修復用は45μm程度であるが、合着用は25μm程度とより細かくなっているようである。液はアクリル酸とイタコン酸あるいはアクリル酸とマレイン酸の共重合体（アクリル酸2分子と他の酸l分子が結合）の50%弱の水溶液に酒石酸5%が添加されている。酒石酸は反応を緩徐にさせて操作時間を延長するとともに、硬化に際してはこれをシャープにする作用があり、また物性も向上する効果がある。

### レジン配合グラスアイオノマーセメント
グラスアイオノマーセメントの酸・塩基成分にレジンの重合成分を配合して混成型（ハイプリッド）としたものである。これは、修復用のハイブリッド型グラスアイオノマーセメントではレジン成分の重合に光硬化方式を採用しているのに対し、化学重合方式を採用している点で異なっている。
組成と硬化反応
粉末はフルオロアルミノシリケートガラスの粉砕粒子であり、その成分は従来と同様である。液はポリカルボン酸にレジンモノマーHEMA（2‐hydroxyethyl methacrylate）が添加された水溶液で、少量の酒石酸も含まれている。なおポリカルボン酸の側鎖にメタクリロキシ基を結合し架橋を強化した製品もある。粉と液を練和すると先ずレジン成分については配合されている酸化還元触媒によりHEMAやカルボン酸ポリマー中に組み込まれているメタクリロキシ基が化学重合反応を起こす。一方、グラスアイオノマー成分については本セメントに特有の酸・塩基反応が起こる。両者の反応の加算によりセメントの硬化が進行する。
材料学的性質
練和泥の相度は低く、被膜厚さも10μm台である。硬化反応は速く、操作余裕時間は2分30秒以内で、その後は急速に硬化が進行する。圧縮強さや引張り強さは従来型グラスアイオノマーセメントと同程度である。一方、材料のねばり強さを表す破壊靱性値は従来型のものに比べて2倍の値が得られるとされている。練和セメント泥のpH値は約3.5と、従来のものと比べてやや中性に近いようである。本セメントは歯質や金属に対して接着性を示す。牛歯を用いた剪断接着試験ではエナメル質に対しては8.9MPaで、象牙質に対しては4.3MPaと、従来のグラスアイオノマーセメントやカルボキシレートセメントと同等であると公表されている。一方、クエン酸・塩化第2鉄による歯面処理を採用している製品についての試験ではエナメル質に対しては約18MPa、象牙質に対しては約11MPaの勢断接着強さが得られたと報告されている。

### レジンセメント
これまでの無機質材料扮末と酸液を練和して硬化させる代わりに、レジンを重合させて硬化させ合着材として用いるものである。本材料は、成分として接着性モノマーを含み表面処理した歯質や鋳造修復物に強力な接着を示すのが特徴である。
MMA-TBB系レジンセメント
増原らは、常温重合開始剤であるトリ-n-ブチルボラン（TBB）と単官能モノマーであるメチルメタクリレート（MMA）、およびその重合体であるポリメチルメタクリレート（PMMA）を基本成分とする接着性レジンを開発した。TBBは酸素と水の共存下で分解し、ラジカルを生成する特徴を有し、歯質等の水分を含む被着体においては界面からの重合を促進する。竹由らによって含成された接着性モノマー4-METAは、歯質および金属に対する接着性を有し、4‐METAを含むMMA-TBBレジンは、スーパーボンドC＆B（サンメディカル）として市販された。硬化体の強度は、他のレジンセメントより低いが、比較的粘りがある。
BPO-アミン系レジンセメン
常温重合開始剤として過酸化ベンゾイル（BPO）と3級アミンを用い、ベンゼンスルフィン酸塩を助触媒として用いる場合もある。Bis-GMAやTEGDMA等の二官能モノマーをペースモノマーとして用い、さらにガラスフィラー等を含む。酸素による重合阻害が強い一方、嫌気下では早く硬化する。硬化後のセメントの機械的強度は高く、光重合では硬化することのできないメタルインレーや、セメントの機極的強度が要求されるレジンインレーやポーセレンインレーの合着等に用いる。歯質や金属に対する接着性を高めるためにMDP等の接着性モノマーが加えられているレジンセメントもある。BPO‐アミン系レジンセメントとしてパナビア21（クラレ）などがある。
デュアルキュア型レジンセメント
常温重合開始剤であるBPO‐アミン系と光重合開始剤であるカンファーキノン‐アミン系の両者を含むため、デュアルキュア型と呼ばれる。ベースモノマーは、二官能モノマーであるBis-GMA、TEGDMAやUDMA等が用いられ、ガラスフィラー等を含む。光照射により硬化可能な症例に適し、光の到達不可能な場合にも常温により重合可能である。ビスタイトレジンセメント（トクソー）やインパーバデュアルセメント（松風）などがある。

## 切削用器具
- 手用切削器具
- 回転用切削器具